# Вівчарня

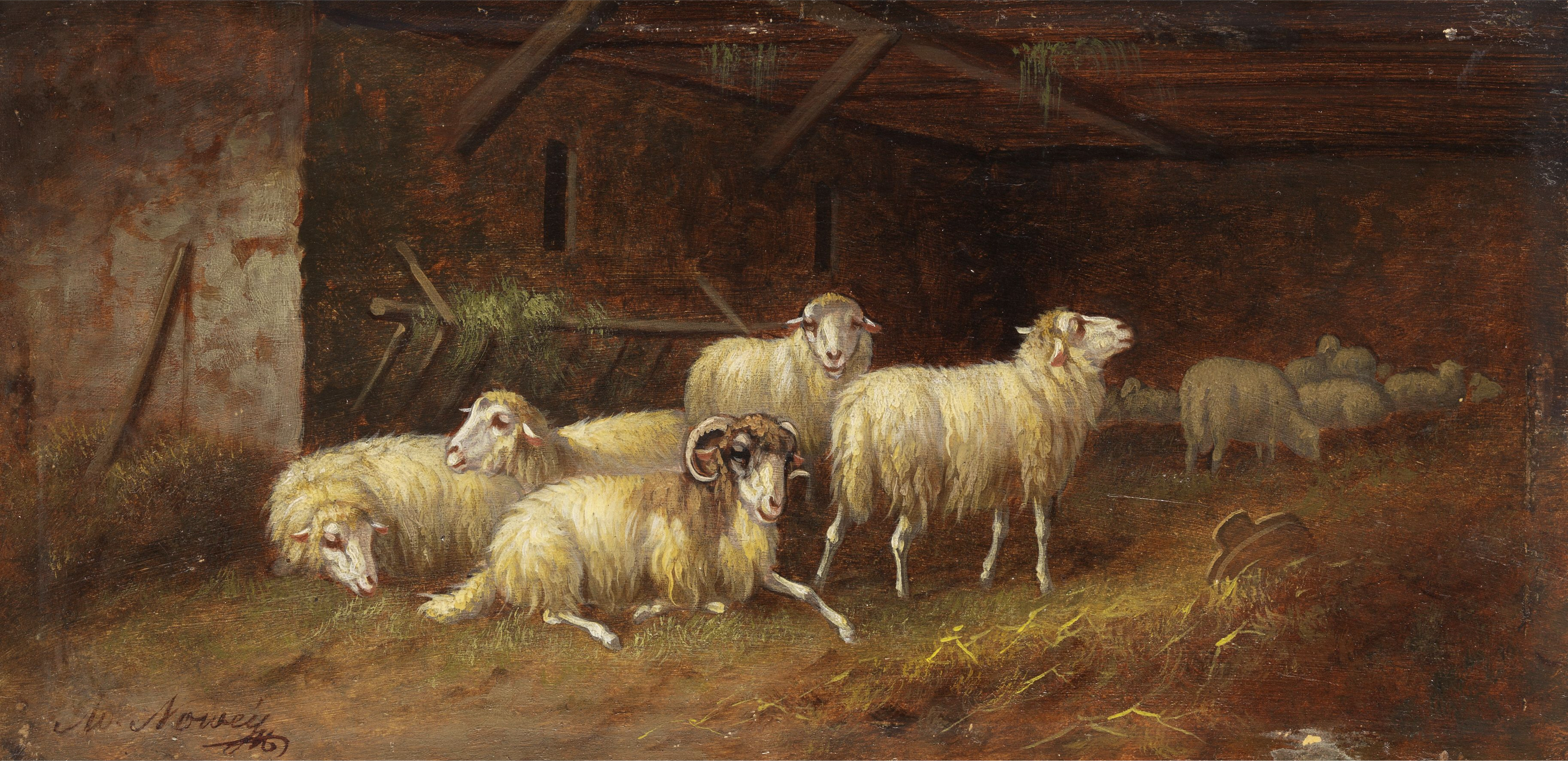
Вівці у вівчарні. Картина XIX ст.

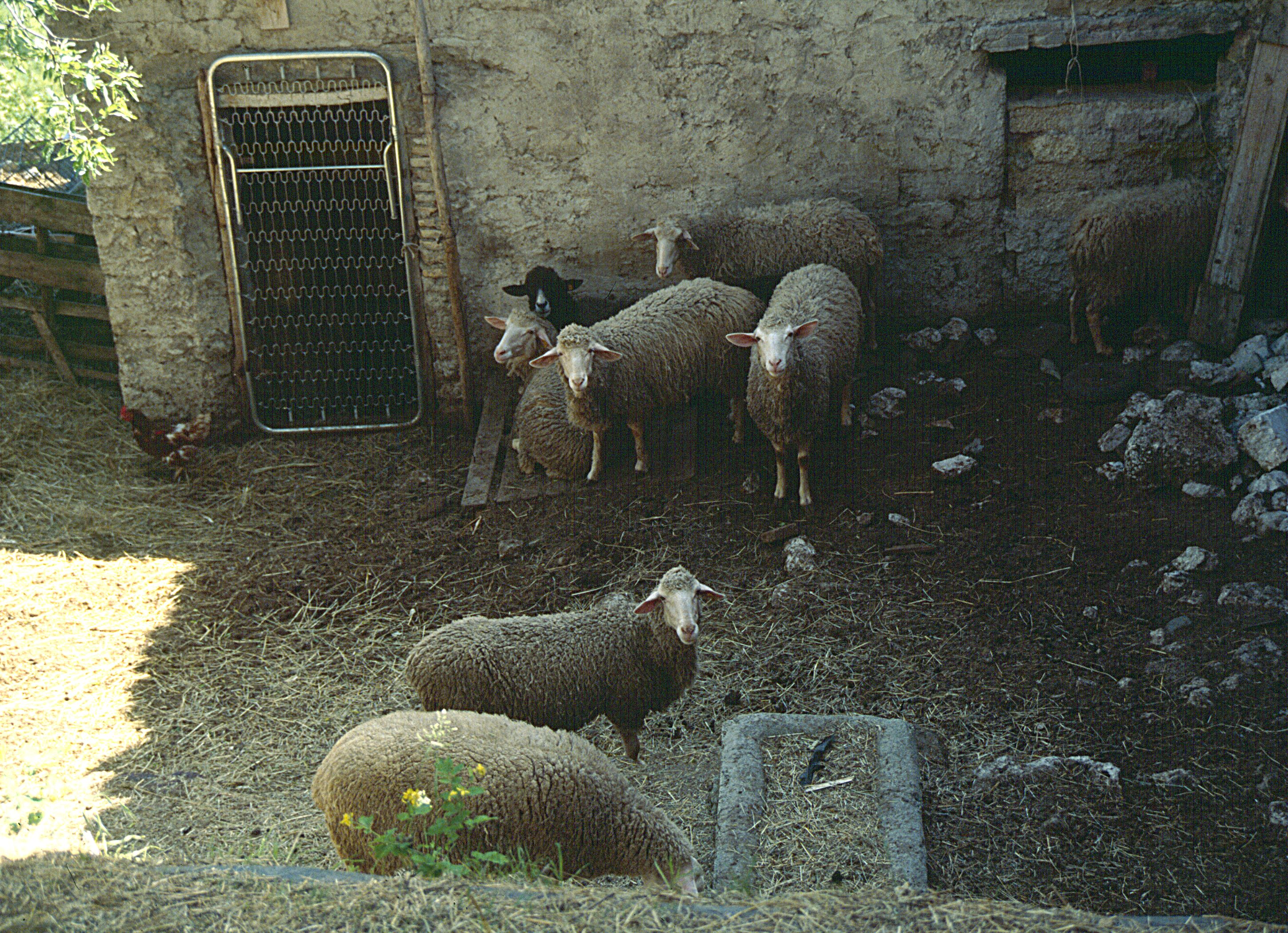
Вівчарня в Ортона-дей-Марсі.

Вівча́рня — хлів або повітка для утримання овець. 

## Назва
Кошара — «загорода або хлів для овець, кіз; вівчарня»; «плетена загорода для худоби». Болгарське кошара «вівчарня; загорода для худоби», східнохорватське košara «загорода для худоби», рум. cošar, cos̨ara «засік для кукурудзи; обора для худоби».
Хлів чи загороду для овець також називають коша́ра (рум. căs̨are — «сироварня, вівчарня» від лат. caseāria — «сироварня»). Кошарою могли називати і хлів для великої рогатої худоби і навіть дерев'яний фабричний будинок, житловий будинок для робітників біля фабрики, на промислі тощо.

## Опис
Для комфортного утримання тварин вона повинна бути сухою, просторою і без протягів, але при цьому повинна забезпечуватися добра циркуляція повітря. Вівці погано переносять температурні перепади, тому вівчарня повинна бути утеплена і мати систему опалення, для рівномірного прогрівання приміщення в холодні пори року. Крім цього, вівчарню часто роблять з низькими стінами (висотою 1-1,2 м), утепленим дахом, земляною підлогою і забезпечують добре освітлення (відношення площі вікон до площі підлоги 1:20).
Залежно від спеціалізації вівчарні будують загальні та спеціалізовані. Перші використовуються в господарствах з невеликим поголів'ям (300—500 голів) і розгороджуються всередині на відділення для баранів, маток, молодняку. Спеціалізовані вівчарні розраховані на 800—1000 маток або на 1000—1200 голів молодняку або валухів. За конструкцією вівчарні бувають прямокутні, Г-подібні і П-подібні.
Усередині вівчарні встановлюється необхідна кількість годівниць, водопійних корит, переносних щитів, кліток для окремого утримання вівцематок, баранів, молодняку. Оскільки більшу частину часу вівці проводять на свіжому повітрі, вона повинна розташовуватися поблизу пасовищ. Для доїння маток у вівчарнях передбачається відгороджений простір (у Карпатах відомий як «струнка»).